# Bucliona
Genre
Synonymes
- Bicluona Mikhailov, 1994

Bucliona est un genre d'araignées aranéomorphes de la famille des Clubionidae.

## Distribution
Les espèces de ce genre se rencontrent en Afrique et en Asie.

## Liste des espèces
Selon World Spider Catalog (version 22.5, 09/08/2021) :
- Bucliona dubia (O. Pickard-Cambridge, 1870)
- Bucliona jucunda (Karsch, 1879)
- Bucliona kirilli Yu & Li, 2021

## Publication originale
- Benoit, 1977 : « Fam. Clubionidae. La faune terrestre de l'île de Sainte-Hélène IV. » Annales du Musée Royal de l'Afrique Centrale, Sciences Zoologiques, vol. 220, p. 64-81.